# ASB12
ASB12 (англ. Ankyrin repeat and SOCS box containing 12) – білок, який кодується однойменним геном, розташованим у людей на довгому плечі X-хромосоми. Довжина поліпептидного ланцюга білка становить 309 амінокислот, а молекулярна маса — 33 943.
| 10         |  | 20         |  | 30         |  | 40         |  | 50         |
| ---------- |  | ---------- |  | ---------- |  | ---------- |  | ---------- |
| MNLMDITKIF |  | SLLQPDKEEE |  | DTDTEEKQAL |  | NQAVYDNDSY |  | TLDQLLRQER |
| YKRFINSRSG |  | WGVPGTPLRL |  | AASYGHLSCL |  | QVLLAHGADV |  | DSLDVKAQTP |
| LFTAVSHGHL |  | DCVRVLLEAG |  | ASPGGSIYNN |  | CSPVLTAARD |  | GAVAILQELL |
| DHGAEANVKA |  | KLPVWASNIA |  | SCSGPLYLAA |  | VYGHLDCFRL |  | LLLHGADPDY |
| NCTDQGLLAR |  | VPRPRTLLEI |  | CLHHNCEPEY |  | IQLLIDFGAN |  | IYLPSLSLDL |
| TSQDDKGIAL |  | LLQARATPRS |  | LLSQVRLVVR |  | RALCQAGQPQ |  | AINQLDIPPM |
| LISYLKHQL  |  |            |  |            |  |            |  |            |

A: Аланін

C: Цистеїн

D: Аспарагінова кислота

E: Глутамінова кислота

F: Фенілаланін

G: Гліцин

H: Гістидин

I: Ізолейцин

K: Лізин

L: Лейцин

M: Метіонін

N: Аспарагін

P: Пролін

Q: Глутамін

R: Аргінін

S: Серин

T: Треонін

V: Валін

W: Триптофан

Задіяний у таких біологічних процесах, як убіквітинування білків, альтернативний сплайсинг. 